# Diplotaxis mimosae
Diplotaxis mimosae är en skalbaggsart som beskrevs av Henry Clinton Fall 1909. Diplotaxis mimosae ingår i släktet Diplotaxis och familjen Melolonthidae. Inga underarter finns listade i Catalogue of Life.